# Sander
Sander – rodzaj drapieżnych ryb słodkowodnych z rodziny okoniowatych (Percidae).

## Występowanie
Zamieszkują duże, czyste zbiorniki zlewisk Morza Bałtyckiego, Kaspijskiego i Czarnego.

## Klasyfikacja
Gatunki zaliczane do tego rodzaju:
- Sander canadensis
- Sander lucioperca – sandacz pospolity[3], sandacz[3]
- Sander marinus – sandacz morski[3]
- Sander vitreus – sandacz amerykański[4]
- Sander volgensis – bersz[3], sekret[3], sandacz bersz[5], sandacz wołżański[6]

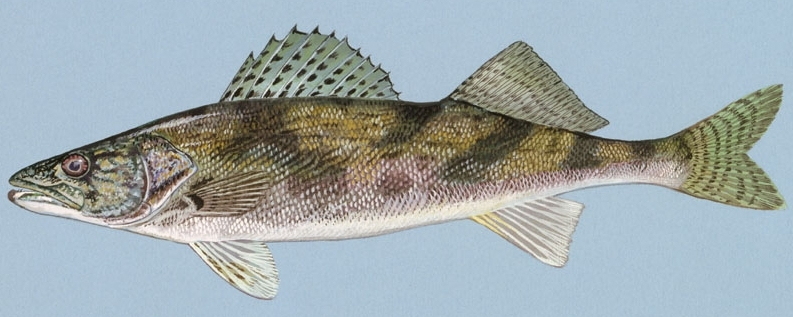
Sander canadensis
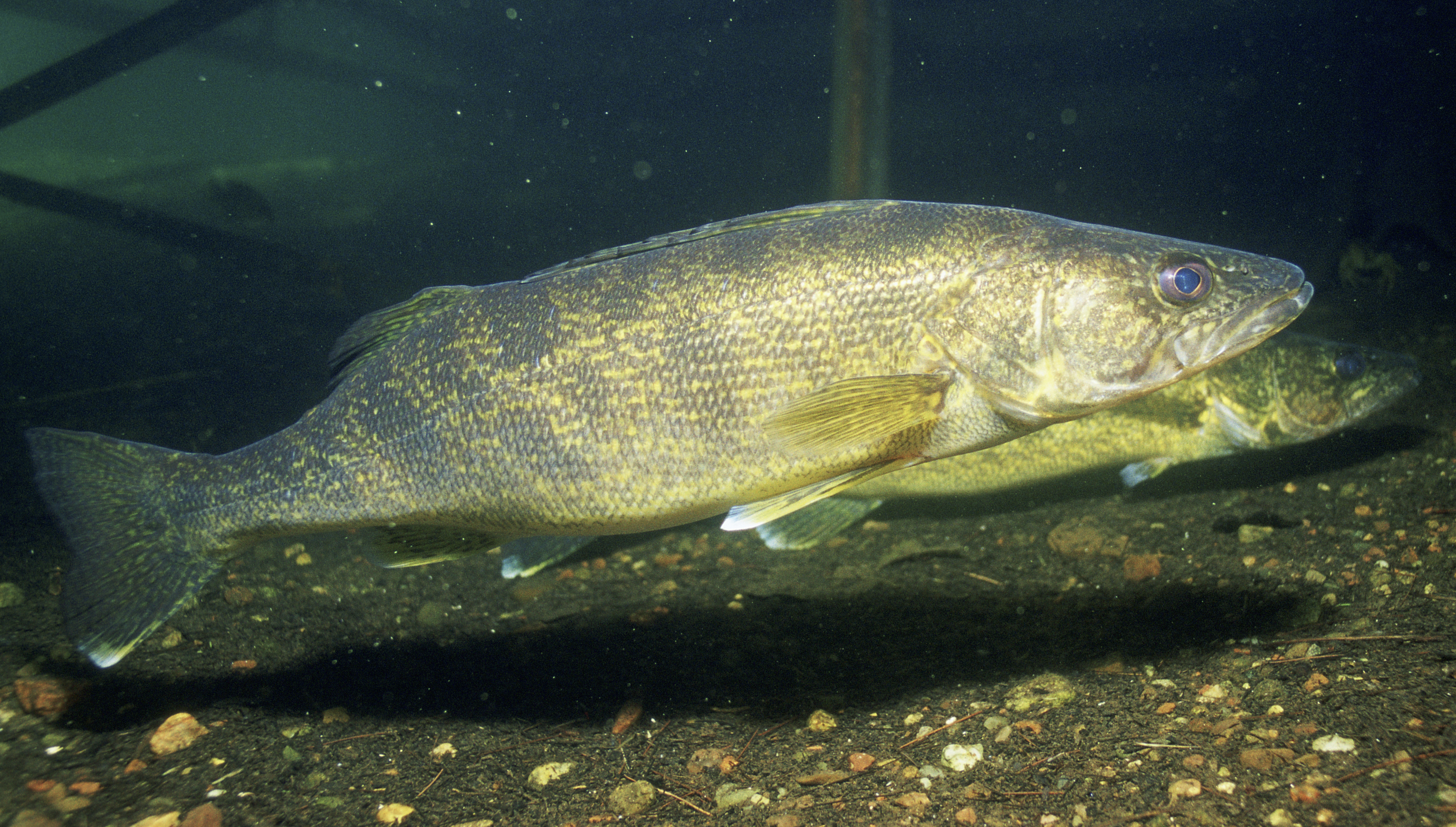
Sander vitreus